# Emil Busch
Emil Busch (* 6. August 1820 in Berlin; † 1. April 1888 in Rathenow) war ein deutscher Industrieller der Feinmechanik und Optik. Er war an der Erfindung des Weitwinkelobjektivs beteiligt.

## Leben

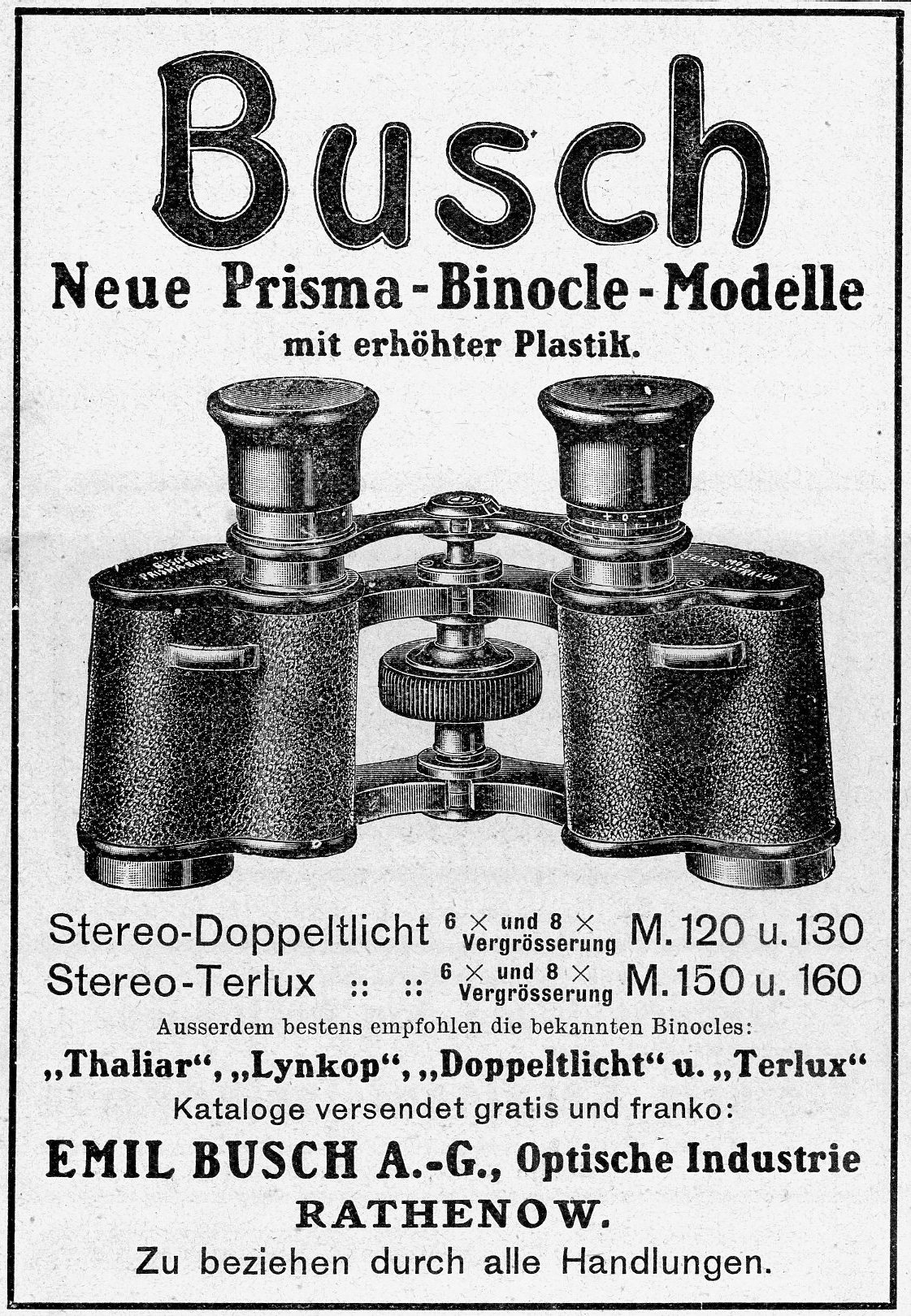
Werbung der Emil Busch A.-G., 1909

Emil Busch war der Sohn des Berliner Kaufmanns Ludwig Friedrich Busch und dessen Gattin Jeanette, der Tochter des Unternehmers Johann Heinrich August Duncker. 1836 zog die Familie Busch aus Berlin nach Rathenow. 1840 kehrte Emil Busch zu einer Lehre als Mechaniker und Optiker zurück nach Berlin. 1845 übernahm er die Optische Industrie Anstalt von seinem Onkel Eduard Duncker. Er begann damit, den Betrieb mit neuen Maschinen auszurüsten, die er teilweise in der eigenen mechanischen Werkstatt bauen ließ. Der Einsatz der neuen Maschinen führte zu einer deutlichen Steigerung der Produktionszahlen, nicht zuletzt weil mit ihnen eine deutlich schnellere Fertigung als mit Handarbeit möglich war.
1852 führte Busch ein, dass seine Firma fortan auch fotografische Apparate produzierte. 1865 brachte er sein erstes Weitwinkelobjektiv „Pantoscop“ heraus. Mit dem Begründer der Architektur-Photogrammetrie Albrecht Meydenbauer tauschte er sich über die technische Realisierung einer Messbildkamera aus, die dann mit diesem Objektiv 1867 auf den Markt kam. 1868 wurde Busch vom König wegen seiner Verdienste zum Königlichen Kommerzienrat ernannt. 1872 wandelte er das Unternehmen in eine Aktiengesellschaft um, damit es die notwendigen Investitionen einfacher tätigen konnte. Dies tat es dann mit Hilfe der Vereinsbank Quistorp & Co. Das Grundkapital der Aktiengesellschaft betrug 275.000 Taler. In der nun entstandenen Firma Rathenower Optische Industrie-Anstalt vormals Emil Busch A.-G. nahm Emil Busch fortan mit dem Posten eines „Delegierten des Aufsichtsrats“ und dem eines Direktors eine hohe Stellung ein.
Das Unternehmen erreichte in der Folgezeit eine marktbeherrschende Rolle. Dank der inoffiziellen Absprachen mit der Firma Zeiss schränkte es die freie Konkurrenz ein. Carl Zeiss ließ seinen Sohn Roderich eine kaufmännische Lehre bei Busch machen. Busch trug seinerseits mit einem Gutachten dazu bei, dass der Staat Zeiss’ Glastechnischem Laboratorium eine Subvention in Höhe von 35.000 Talern zukommen ließ. Busch, der nie studiert hatte, starb 1888. Seinetwegen und wegen Johann und Eduard Dunckers wurde die Stadt Rathenow zum Synonym für hochwertige optische Geräte.